# Thomas Darmon
Thomas Darmon (Francia, 12 de mayo de 1998) es un jugador profesional francés de rugby que se desempeña en la posición de apertura en Montpellier Hérault Rugby, equipo perteneciente a la liga Top 14.

## Carrera
Darmon es un jugador de formación francesa (JIFF). En 2004 comenzó su carrera deportiva con el equipo Montpellier Hérault Rugby, donde lleva jugando veinte temporadas.